# 48774 Аннґовер
48774 Аннґовер (1997 PO2, 2000 CO62, 48774 Anngower) — астероїд головного поясу, відкритий 10 серпня 1997 року.
Тіссеранів параметр щодо Юпітера — 3,419.